# آلفا یک آنتی‌تریپسین

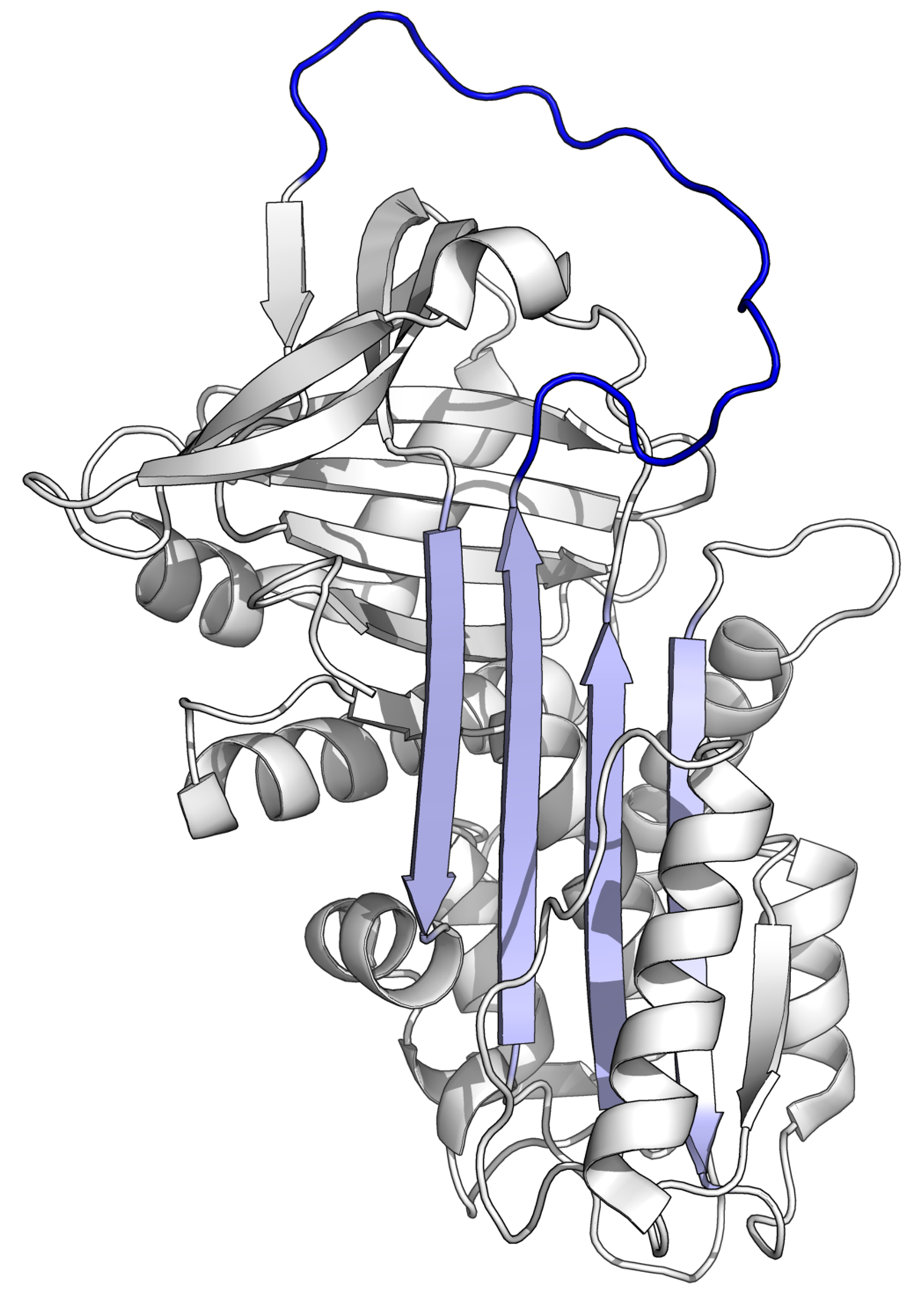
آلفا یک آنتی‌تریپسین

آلفا یک آنتی‌تریپسین (انگلیسی: Alpha 1-antitrypsin) یکی از پروتئینهای فاز حاد است که توسط کبد تولید و وارد جریان خون می‌شود. این پروتئین یک مهارکننده سرین پروتئاز است و آنزیمهای مختلفی مانند الاستاز نوتروفیلها را مهار می‌کند.